# North American Soccer League 1983
Il 16º campionato NASL del 1983 fu disputato in tono ancor più dimesso di quello precedente: all'emorragia già consistente avvenuta tra il 1981 e il 1982 si aggiunse l'abbandono per la stagione 1983, per motivi economici, di Portland, Edmonton e Jacksonville (la quale chiese la retrocessione in American Soccer League II). A tamponare parzialmente la fuga ormai irreversibile di molte squadre, la breve rinascita - lo spazio di una stagione - di una squadra di calcio a Washington D.C., il Team America, che portò così a 12 - il minimo dal 1970 - il conto totale delle compagini. Da annotare anche il cambio di nome della squadra di San Jose, divenuta Golden Bay Earthquakes.
Vinsero il titolo i Tulsa Roughnecks, in quella che fu l'ultima edizione della Soccer Bowl, abbandonata per carenza di audience televisiva e sostituita, per la successiva e ultima annata, con la vecchia formula della finale di andata e ritorno.

## Formula
Le 12 squadre vennero ripartite in tre divisioni, orientale, meridionale e occidentale. Furono previsti solo due turni intermedi prima della finale per il titolo:
- Quarti di finale: da disputarsi tra le otto migliori piazzate della regular season: le quattro squadre con il miglior punteggio incontrarono le altre quattro con il peggior punteggio in ordine inverso..
- Semifinali: da disputarsi tra i vincitori dei quarti, sempre seguendo il criterio di prima scelta alla squadra con il punteggio più alto in regular season. Entrambi i turni si disputarono con il meccanismo delle due partite su tre con diritto per la miglior piazzata durante la regular season di giocare in casa la prima e la eventuale terza gara di spareggio.
- Soccer Bowl (finale per il titolo). Da disputarsi tra le due vincitrici le semifinali in gara unica in campo neutro a Vancouver.

## Punteggio
- 6 punti per la vittoria;
- 0 punti per la sconfitta;
- 4 punto per la vittoria dopo gli shootout
- 1 punto supplementare per ogni goal segnato durante un incontro, fino a un massimo di 3

## Squadre partecipanti
- Eastern Division: Chicago Sting, Montréal Manic, New York Cosmos, Toronto Blizzard
- Southern Division: Fort Lauderdale Strikers, Tampa Bay Rowdies, Team America, Tulsa Roughnecks
- Western Division: Golden Bay Earthquakes, San Diego Sockers, Seattle Sounders, Vancouver Whitecaps

## Classifiche

### Regular Season

#### Eastern Division
|  | Squadra  | V  | P  | GF | GS | PT  |
|  | -------- | -- | -- | -- | -- | --- |
|  | New York | 22 | 8  | 87 | 49 | 194 |
|  | Chicago  | 15 | 15 | 66 | 73 | 147 |
|  | Toronto  | 16 | 14 | 51 | 48 | 135 |
|  | Montréal | 12 | 18 | 58 | 71 | 124 |

#### Southern Division
|  | Squadra        | V  | P  | GF | GS | PT  |
|  | -------------- | -- | -- | -- | -- | --- |
|  | Tulsa          | 17 | 13 | 56 | 49 | 145 |
|  | Ft. Lauderdale | 14 | 16 | 60 | 63 | 136 |
|  | Tampa Bay      | 7  | 23 | 48 | 87 | 83  |
|  | Team America   | 10 | 20 | 33 | 54 | 79  |

#### Western Division
|  | Squadra    | V  | P  | GF | GS | PT  |
|  | ---------- | -- | -- | -- | -- | --- |
|  | Vancouver  | 24 | 6  | 63 | 34 | 187 |
|  | Golden Bay | 20 | 10 | 71 | 54 | 169 |
|  | Seattle    | 12 | 18 | 62 | 61 | 119 |
|  | San Diego  | 11 | 19 | 53 | 65 | 106 |

### Quarti di finale
|                        |   |                         | Gara 1 | Gara 2 | Gara 3 |                           |
| New York Cosmos        | - | Montréal Manic          | 2 - 4  | 0 - 1  |        | 6 e 9 settembre 1983      |
| Tulsa Roughnecks       | - | Ft. Lauderdale Strikers | 3 - 2  | 4 - 2  |        | 6 e 10 settembre 1983     |
| Golden Bay Earthquakes | - | Chicago Sting           | 6 - 1  | 0 - 1  | 5 - 2  | 7, 12 e 14 settembre 1983 |
| Vancouver Whitecaps    | - | Toronto Blizzard        | 1 - 0  | 3 - 4  | 0 - 1  | 8, 12 e 15 settembre 1983 |

### Semifinali
|                        |   |                  | Gara 1 | Gara 2 | Gara 3 |                            |
| Tulsa Roughnecks       | - | Montréal Manic   | 2 - 1  | 0 - 1  | 3 - 0  | 18, 26 e 28 settembre 1983 |
| Golden Bay Earthquakes | - | Toronto Blizzard | 0 - 1  | 0 - 2  |        | 17 e 22 settembre 1983     |

### Finale (Soccer Bowl '83)
| 1º ottobre 1983 | Tulsa Roughnecks | 1 – 0 | Toronto Blizzard | Vancouver, BC Place Stadium |
| 1º ottobre 1983 |                  |       |                  | Vancouver, BC Place Stadium |